# Sancho (obispo de Nájera)
Sancho (m. 1046) fue un eclesiástico navarro a quien García Sánchez III, rey de Pamplona y Nájera, encomendó restituir el prestigio de la catedral de Calahorra tras reconquistar la plaza en 1045. Para lograrlo el monarca dotó al templo de suficientes fincas y diezmos.

Sancho había sido monje en Leyre y era a la sazón obispo de Nájera (1032-1046), desde cuya sede ejerció un relevante papel en la ampliación de los dominios legerenses en La Rioja y Álava siguiendo la política expansiva dictada por el monarca navarro.

Con todo hay que señalar que el regreso presencial de obispos a Calahorra no ocurre hasta 1109, año en que Sancho de Grañón (1108-1116) recibe una bula dirigida por el papa Pascual II "al venerable hermano Sancho, obispo de la diócesis de Calahorra" señalando los límites diocesanos con inclusión de Calahorra, Álava, Vizcaya, Nájera y ambos Cameros. Esta actuación devuelve Calahorra el rango que tuvo la diócesis antes de la invasión musulmana de 711 y sanciona definitivamente el título de obispo y pastor de la amplia diócesis calagurritana.

| Predecesor: Recaredo (812) | Obispo de Calahorra y La Calzada 1045 - 1046 | Sucesor: Gómez (1046-1064) |